# Zenone Lavagna
Zenone Lavagna (Biancavilla, 14 febbraio 1863 – Palermo, 11 marzo 1900) è stato un pittore italiano.

## Biografia
Avendo manifestato attitudini artistiche, fu affidato dai genitori al pittore Angelo D'Agata a Catania. In seguito ottenne un sussidio dal paese natale e poté frequentare l'Istituto di belle arti di Napoli, dove fu allievo di Domenico Morelli.
Conseguito il diploma passò a Roma per perfezionarsi alla scuola del nudo.
Svolse in seguito la propria attività di pittore in diversi luoghi (Roma, Zurigo e Locarno, in Svizzera, in Germania, a Milano, a Pallanza, a Venezia). Ai lavori originali alternò le copie dei capolavori dei maestri del passato.
Tornato a Catania, con l'aiuto del fratello Natale, curato della chiesa di San Cosimo e Damiano, ebbe il proprio studio pittorico presso la chiesa della confraternita di San Giacomo. Fu in contatto con uomini illustri, quali Giovanni Verga, Federico De Roberto, Luigi Capuana, Mario Rapisardi, Francesco Paolo Frontini, Calcedonio Reina e Giuseppe Sciuti.
Nel 1898 partecipò alla Esposizione generale italiana di Torino.
Si spense a Palermo nel marzo del 1900 a soli 37 anni.

## Opere principali

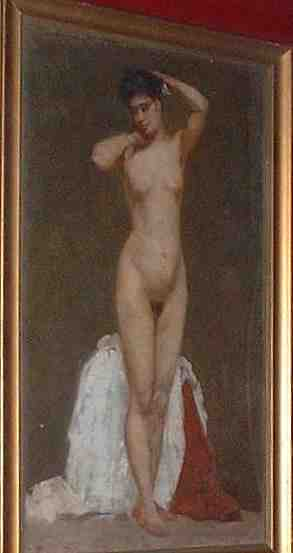
Nudo di donna, Z. Lavagna - Collezione del maestro Francesco Paolo Frontini

- Crocifissione di Cristo grande tela nella chiesa madre di Belpasso (1896).
- Ritratto al cardinale Dusmet
- l'Arabo (testa)
- il Monaco
- il ritratto della Madre e della signora Concettina
- l'Opera
- Peccato e Perdono
- il Lago di Como
- Rio di Venezia
- Mater Admirabilis
- San Francesco di Paola